# Vũ Minh Sơn
Vũ Minh Sơn là một tướng lĩnh Công an nhân dân Việt Nam, cấp bậc Thiếu tướng.

## Tiểu sử
Vũ Minh Sơn là đảng viên Đảng Cộng sản Việt Nam.
Ông được Thủ tướng Chính Phủ Phan Văn Khải quyết định phong hàm Thiếu tướng Công an nhân dân Việt Nam vào ngày 9 tháng 1 năm 2005 .
Trước khi nghỉ hưu theo chế độ, ông là Thiếu tướng, Giám đốc Công an tỉnh Quảng Nam.

## Lịch sử thụ phong quân hàm
| Năm thụ phong | –        | –         | –      | –        | –        | –         | –      | 2005        |
| ------------- | -------- | --------- | ------ | -------- | -------- | --------- | ------ | ----------- |
| Quân hàm      |          |           |        |          |          |           |        |             |
| Cấp bậc       | Trung úy | Thượng úy | Đại úy | Thiếu tá | Trung tá | Thượng tá | Đại tá | Thiếu tướng |